# Grotte de la Tassonière
Grotte de la Tassonière, est situé sur la commune de Bellevaux en Haute-Savoie, dans le massif du Chablais, le gouffre a été découvert le 1er octobre 1972, par Joseph Rey.

## Description
La grotte a été découverte le 1er octobre 1972 par Joseph Rey qui remarque dans une infrastuosité au pied d'une petite paroi un minuscule passage soufflant.

## Accès
Depuis la Chevrerie, prendre la route forestière en direction de Pététoz et laisser la voiture au dernier virage côté Roc-d’Enfer. De là, en marchant vers le sud-est, on rejoint aisément la barre rocheuse de la Tassonière.
La grotte se trouve au bas de l’escarpement à mi- distance entre le lac de Pététoz et le ruisseau du Souvroz.